# Paul MacCready
Paul Beattie MacCready, 25 september 1925 - 28 augusti 2007, född i New Haven, Connecticut var en amerikansk flygingenjör. Han grundade AeroVironment och konstruerade det första fungerande muskeldrivna flygplanet.
Han utbildades till marinflygare i slutet av andra världskriget, och tog upp segelflyget efter krigsslutet. 1947 erhöll han Silver-C nr 67 och klarade samma år Guld-C nr 8. MacCready har haft stora framgångar som tävlingspilot. Han har vunnit Richard C. du Pont Memorial Trophy tre gånger och blivit uttagen till det amerikanska landslaget i segelflyg ett flertal gånger. Vid VM 1950 i Örebro kom han på andra plats med en Weihe som levererats bara någon dag före tävlingen. Vid VM 1956 i St. Yan Frankrike kom världsmästartiteln. Han konstruerade en skala som visade den mest ekonomiska farten i förhållande till flygplanets sjunktal. Den vridbara skalan monteras runt flygplanets fartmätare och med en vridning för inställning av de rådande förhållandena kan man avläsa den mest ekonomiska farten. Han valdes in i U.S. Soaring Hall of Fame 1954 och tilldelades Lilienthalmedaljen 1956.
Tillsammans med Dr. Peter B.S. Lissaman konstruerade han det första fungerande muskeldrivna flygplanet Gossamer Condor, som renderade honom Kremerpriset 1977. Två år senare byggde han efterföljaren Gossamer Albatross, som flög över Engelska kanalen.